# Nourredine Kourichi
Noureddine Kourichi (Ostricourt, 1954. április 12. –) algériai válogatott labdarúgó.

## Fordítás
- Ez a szócikk részben vagy egészben  a   Noureddine Kourichi című angol Wikipédia-szócikk fordításán alapul.  Az eredeti cikk szerkesztőit annak laptörténete sorolja fel. Ez a jelzés csupán a megfogalmazás eredetét és a szerzői jogokat jelzi, nem szolgál a cikkben szereplő információk forrásmegjelöléseként.